# Oscar-Raymond Bonheur
Oscar-Raymond Bonheur (1796–1849) foi um pintor francês. Ele é mais conhecido como o pai de Rosa Bonheur (1822–1899), Auguste Bonheur (1824–1884), Isidore Bonheur (1827–1901) e Juliette Bonheur (1830–1891).

## Biografia
Bonheur nasceu em 1796. Ele foi um pintor de paisagens e retratos. Ele também foi seguidor do Saint-Simonianismo. Ele deixou sua esposa, Sophie, e seus quatro filhos para se juntar a uma comunidade saint-simoniana. Quando Sophie morreu de tuberculose, ele assumiu a responsabilidade pelos filhos que havia abandonado anteriormente. Ele enviou os dois filhos para um internato, e Juliette foi enviada para viver com um amigo da família. Rosa permaneceu com o pai.
Ele morreu em 1849.

## Vida pessoal
A família de Bonheur era de ascendência judaica.